# Tiziana Colusso
Tiziana Colusso (n. 11 iunie 1960, Vergato, Emilia-Romagna, Italia) este o poetă, prozatoare, traducătoare și jurnalistă italiană.

## Biografie
Absolventă de filologie, cu studii la Universitatea din Roma și la Universitatea Paris-Sorbonne, Paris IV, Franța – unde a obținut o diplomă de studii aprofundate (DEA)  în literatură comparată.
Din 2001, este responsabila departamentului de proiecte internaționale al Sindicatul Național al Scriitorilor (Sindacato Nazionale Scrittori).
Începând cu octombrie 2005, a fost aleasă  în Comitetul Congresului European al Scriitorilor (European Writers’ Congress), care are sediul la Bruxelles. În iunie 2009, a fost realeasa pentru un mandat de înca doi ani.

## Opera literară

### Poezie
- 2007 –  Il sanscrito del corpo (Sanscrita trupului), colecția de poezie contemporană  « Album Controsensi » condusă de Mario Lunetta, Edizioni Fermenti, Roma ; o selecție de poeme din acest volum a fost tradusă și publicată de revista franceză "Arpa", condusă de Gérard Bocholier
- 2004 – Italiano per straniati (Italiana pentru alienați),  poeme,  Fabio D'Ambrosio Editore, Milano ; o selecție de poeme din acest volum a fost tradusă în franceză de Maria Luisa Caldognetto și publicată de revista Horizon n. 61/2003, Luxembourg

Poezia Tizianei Colusso a fost tradusă în franceză, engleză, slovacă, bulgară, letonă, ucraineană.

### Proză
- 2005  – Midas au périphérique est (Midas pe perifericul de est), proză, trad. Laurent Béghin, Editions Brandes, Belgia
- 2003  – La terza riva del fiume (Al treilea mal al fluviului),  proză scurtă, Edizioni Impronte degli Uccelli, Roma
- 2002 – La criminale sono io : ciò che è stato torna a scorrere (Criminala sunt eu…), roman, Arlem
- 2000 – Né lisci né impeccabili (Nici netezi, nici impecabili), nuvele, Arlem, Roma ; volum tradus parțial în franceză de Laurent Béghin pentru revista Europe nr. 870/octobrie 2001 și pentru revista Arpa, Franța
- 1999 – Il Paese delle Orme (Ṭara Urmelor), fabulă, Edizioni Interculturali, cu texte în italiană, franceză, engleză, spaniolă, ilustrații de Chiara Bongiovanni și prefață de Maria Varano - psiholog intercultural
- 1998 – Le avventure di Gismondo, mago trasformamondo (Aventurile lui Gismondo, magicianul trasformabil), fabulă, GIARA Edizioni Musicali, Roma

### Dramaturgie
Piese de teatru și punere în scenă pentru spectacolele: 
- 1990 – Sparizione di Giovanna, Teatro Furio Camillo
- 1995 – Mida alla circonvallazione est, Centro Culturale Lavatoio Contumaciale
- 1996 – Ars fulguratoria, Festival delle Arti di Tuscania

### Colaborări
Tiziana Colusso a contribuit cu texte despre autori francezi și italieni la realizarea enciclopediei Le Muse, Edizioni De Agostini. În prezent, colaborează la revistele Fermenti, Le reti di Dedalus, Buddismo & Società și Vivaverdi (Società Italiana Autori ed Editori).
Secvența intitulată Lettre à Saïda (Scrisoare pentru Saida) a filmului de lungmetraj Due come noi, non dei migliori (Doi ca noi, nu dintre cei mai buni) - realizat de Stefano Grossi, producție Metafilm, distribuție Istituto Luce, 1998 - a fost inspirată de nuvela Yusuf, publicată de Tiziana Colusso în revista Foreste Sommerse.

### Traduceri
A tradus mai multe volume din franceză și engleză, printre care romanul La répudiation de Rachid Boujedra - Il ripudio (Repudierea), prefată de Toni Maraini, Edizioni Lavoro, Roma, 1993 și Classical Mythology de A.R.Hope Moncrieff - Mitologia classica (Mitologia clasică), Gremese/L'airone, Roma, 1993.

## Antologii
- 2008, Poesia a Comizio, Empiria
- 2003, Almanacco di scritture antagoniste, editori Mario Lunetta și Francesco Muzzioli, Edizioni Odradek
- 2003, L'orrore della guerra, Edizioni Datanews
- 1995, Leggende della trasformazione, Edizioni Multimedia
- 1995, Neo-noir, Stampa Alternativa, Roma
- 1989, Il teatro iconoclasta, Ravenna, Edizioni Essegi

## Eveneminte culturale
Tiziana Colusso a organizat numeroase evenemente culturale, printre care și masa rotundă europeană - Marguerite Yourcenar: una scrittura oltre confine la Biblioteca Villa Mercede di Roma, sub auspiciile Sindicatului Național al Scriitorilor și ale Congresului European al Scriitorilor în cadrul ceremoniilor oficiale desfășurate la Primăria Romei cu ocazia centenarului nașterii scriitoarei Margarite Yourcenar în 2003 

## Premii literare
- 2007 – finalistă a premiului de poezie Feronia pentru volumul Il sanscrito del corpo
- 2005 – Medalia Ambasadorului și Diploma - oferite de Ambasadorul Slovaciei la Roma, pentru activitatea sa privind promovarea culturii slovace în Italia și dialogul dintre cele două culturi
- 2002 – finalistă a premiului Feronia pentru romanul La criminale sono io
- 1989 – Premiul literar Città di Modena

## Reședințe de scriitor
- 2006 – Centre For Writers And Translators de Visby (Suedia)
- 2008 – Centre de Résidence de Ventspills (Letonia)

## Festivaluri și întâlniri internaționale
- 2009, Festivalul internațional de poezie Antares, Galați, România
- 2006, 2007, Festival Cap à l’est, Banska Stanvinca, Slovacia
- 2005, conferință despre literatura italiană și aanimarea uni atelier de traducere, la invitația Institului Marie-Haps din Bruxelles, Belgia
- 2003, Festival des migrations, des cultures et de la citoyenneté, Luxemburg
- 2002, Profilul literar al Europei, congres, Budapesta, Ungaria
- 2002, Festival de Poésie Romapoesia, cu manifestarea literară Lengua de striga (poezie și teatru), Italia
- 2001, Festivalul de teatru Scrittori per la pace (Scriitorii pentru pace), Roma, Teatro Vascello, cu textul Il tempo del vaiolo, Italia
- 2001, Festival de Poésie Romapoesia, cu manifestarea literară Il libro delle sindoni (poezie și teatru), Italia